# Philip Carteret
Philip Carteret (také Philippe de Carteret (22. leden 1733 Trinity Manor, Jersey – 21. červenec 1796 Southampton) byl britský námořní důstojník a objevitel francouzského původu. Podílel se na britské cestě kolem světa roku 1766, kde pro Velkou Británii znovuobjevil mnohé ostrovy, které před ním objevili španělští mořeplavci.

## Biografie
Philip Carteret se narodil roku 1733 na ostrově Jersey. Jeho otcem byl Charles de Carteret a matkou Françoise Marie de Saint-Paul.
K námořnictvu se Carteret přidal v anglickém Plymouthu ve 14 letech a účastnil se několika různých expedic. V hodnosti nadporučíka se na lodi HMS Tamar zúčastnil expedice Johna Byrona.
V roce 1766 byl povýšen na kapitána a svěřeno velení nad HMS Swallow. Carteret společně s další lodí Dolphin pod velením Samuela Wallise měl obeplout svět; Carteret byl ve velení druhý v pořadí. Lodě poté, co propluly Magalhãesovým průlivem, byly rozděleny; navzdory poškození lodi Carteret proplul bouří a zamířil západním směrem do Tichého oceánu, hledaje „Davisovu zemi“. 3. července Carteret objevil Pitcairnův ostrov, který byl pojmenován po patnáctiletém poddůstojníkovi Robertu Pitcairnovi, který ostrov jako první spatřil a v noci z 24. na 25. srpna Carteretovy ostrovy. V roce 1767 objevil nové souostroví v průlivů svatého Jiří, mezi Novou Británií a Novým Irskem, které pojmenoval ostrovy vévody z Yorku. Pro Evropu také znovuobjevil Šalomounovy ostrovy, poprvé spatřené Španělem Álvarem de Mendañou roku 1568. 20. března 1769 dorazil zpět Anglie.

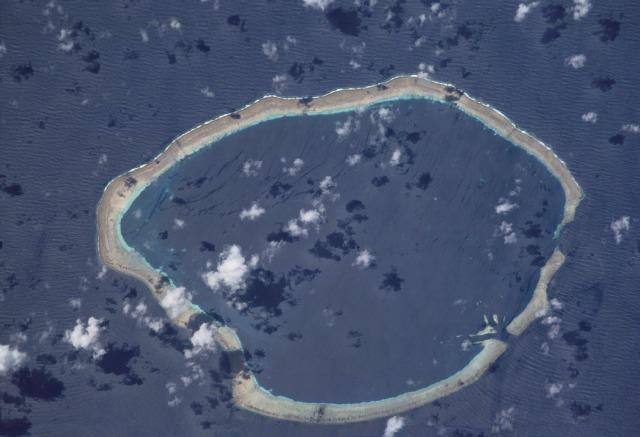
Satelitní snímek Carteretova atolu

V následujících letech se vrátil na Jersey, kde se stal pánem v Trinity a angažoval se v jerseyjské politice. Ze své cesty kolem světa se vrátil s nalomeným zdravím, od britské Admirality dostal jen malou odměnu. V té době byl ke kariérnímu postupu v námořnictvu zapotřebí vlivný patron, kterého však Carteret neměl. To i jeho stížnosti na nevhodnost lodi Swallow pro plavbu kolem světa způsobily, že jeho žádosti o přidělení nové mise roku 1769 nebylo vyhověno. Protože pobíral jen polovinu platu, uspořádal petici mezi námořními důstojníky za zvýšení platů o polovinu; mnohým důstojníkům byl žold skutečně zvýšen, avšak samotnému Carteretovi ne. Mezitím roku 1773 vydal svou knihu o své plavbě kolem světa, která se stala součástí syntetického díla An Account of the Voyages undertaken by Byron, Wallis, Carteret and Cook; nicméně editor John Hawkesworth v jeho knize provedl mnohé změny a tak Carteret připravil znovu svou vlastní verzi (kterou však vydala až Hakluyt Society roku 1965).
V roce 1779 byl pověřen velením nové expedice. Carteretova nová loď, 44dělová HMS Endymion se měla připojit k loďstvu admirála Rodneyho. Přestože výprava měla potíže v kanálu La Manche, v Senegalu i poblíž Závětrných ostrovů, kde v hurikánu Carteret málem zahynul, doplula výprava podle instrukcí Admirality do Západní Indie. Navzdory čtyřem dalším kořistním lodím, kterými v Západní Indii disponoval, byl Philip Carteret vyplacen a Endymion přidělena jinému kapitánovi. Do Anglie se vrátil roku 1781. Všechny jeho protesty a žádosti o novou loď byly neúspěšné. Roku 1792 utrpěl mrtvici a vrátil se do jihoanglického Southamptonu. O dva roky později byl povýšen na kontradmirála.
Zemřel roku 1796 a byl pohřben v katakombách v southhamptonského kostela Všech svatých.

## Rodina
Dne 5. května 1772 se Philip Carteret v Londýně oženil s Mary Rachel Silvesterovou, s níž měl čtyři děti. Z nich se pouze dvě dožily dospělosti:
- Elizabeth Mary (1774 – 21. září 1851), od roku 1818 třetí manželka Williama Symondse
- Philip Carteret Silvester (1777 – 1828), druhý syn